# Subibulbistridulous gracilis
Subibulbistridulous gracilis är en insektsart som beskrevs av Shi 2002. Subibulbistridulous gracilis ingår i släktet Subibulbistridulous och familjen vårtbitare. Inga underarter finns listade i Catalogue of Life.